# Chrysocraspeda rosacea
Chrysocraspeda rosacea là một loài bướm đêm trong họ Geometridae.